# Blanaz
Blanaz est un hameau de Saint-Rambert-en-Bugey, situé à 2,5 km au sud de Saint-Rambert-en-Bugey à une altitude de 467 m.

## Toponymie
Quelques attestations du nom de lieu : Blennas (1238), De Blenato (1369), Blanaz (1843), Blanas (1873).

## Géographie
Le Laval ou Ruisseau de Laval, affluent du Séran traverse le hameau.

## Histoire
En 2018, les réseaux électrique et télécom sont enfouis à Blanaz.

## Culture et patrimoine

### Lieux et monuments
- Le cimetière de Blanaz[4].
- La grotte de Blanaz qui se veut une réplique de celle de Lourdes.
- Le lavoir de Blanaz.
- Le four à pain qui donne l'occasion d'une fête annuelle.

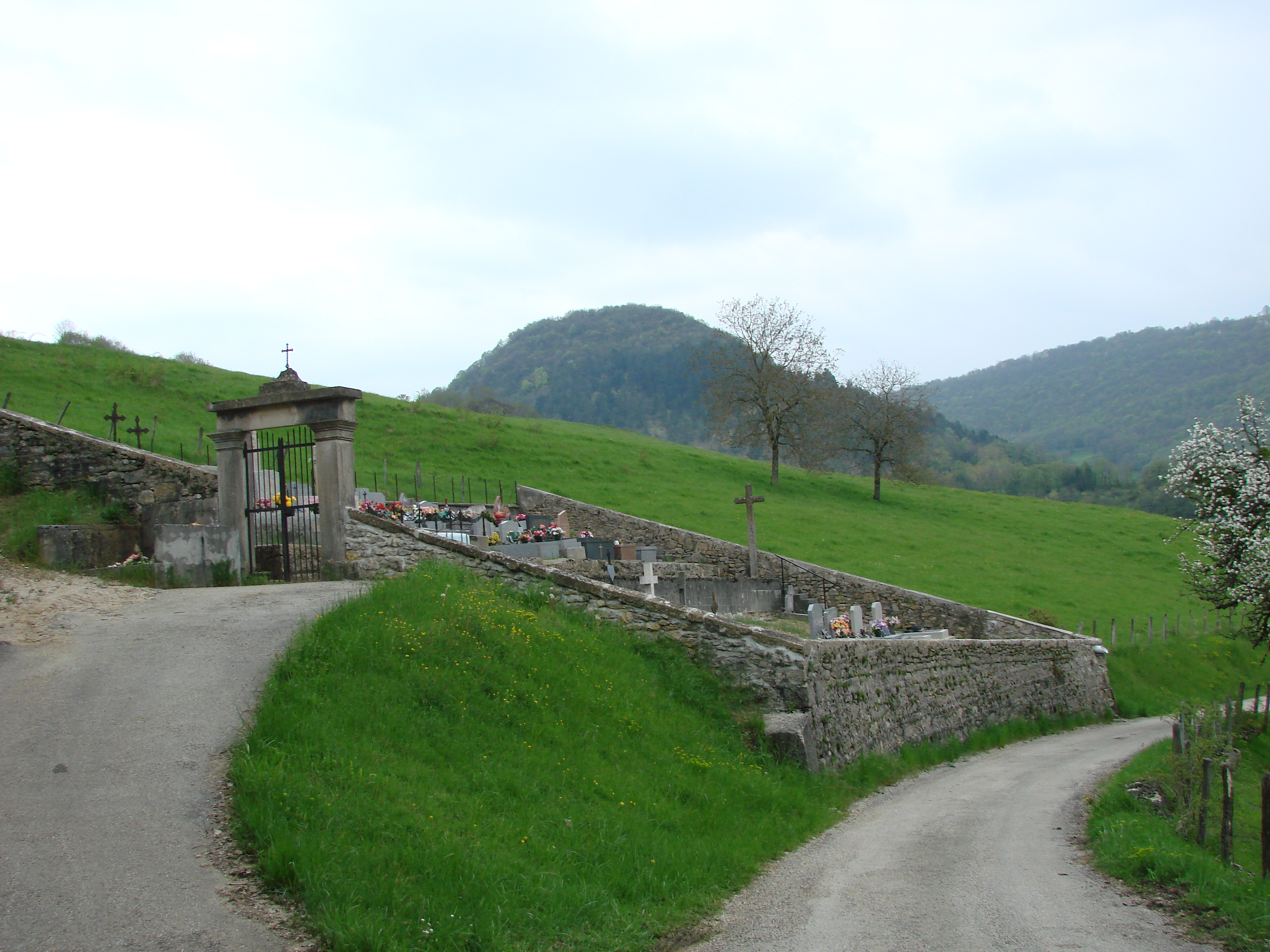
Cimetière de Blanaz.
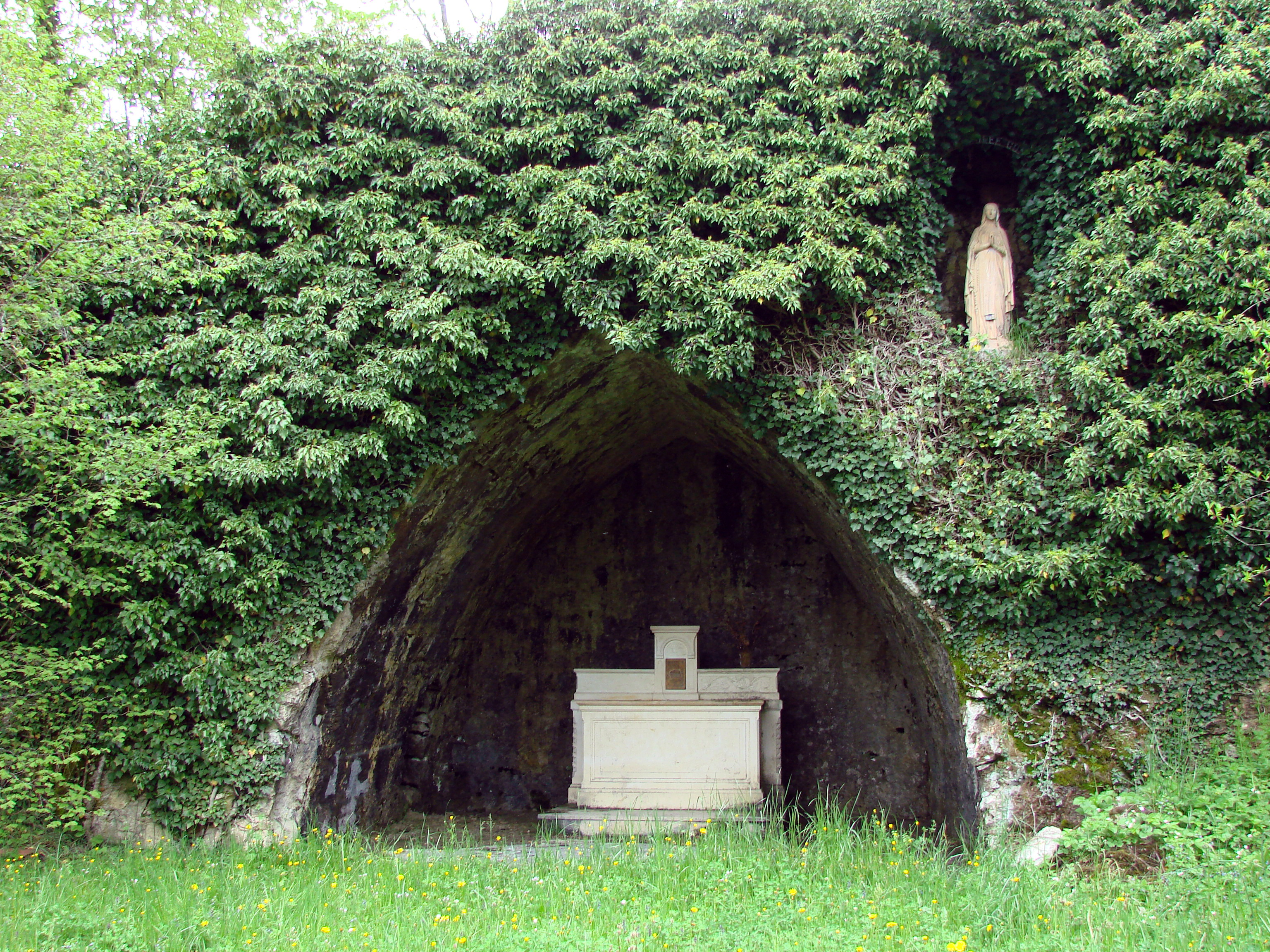
Grotte de Blanaz.
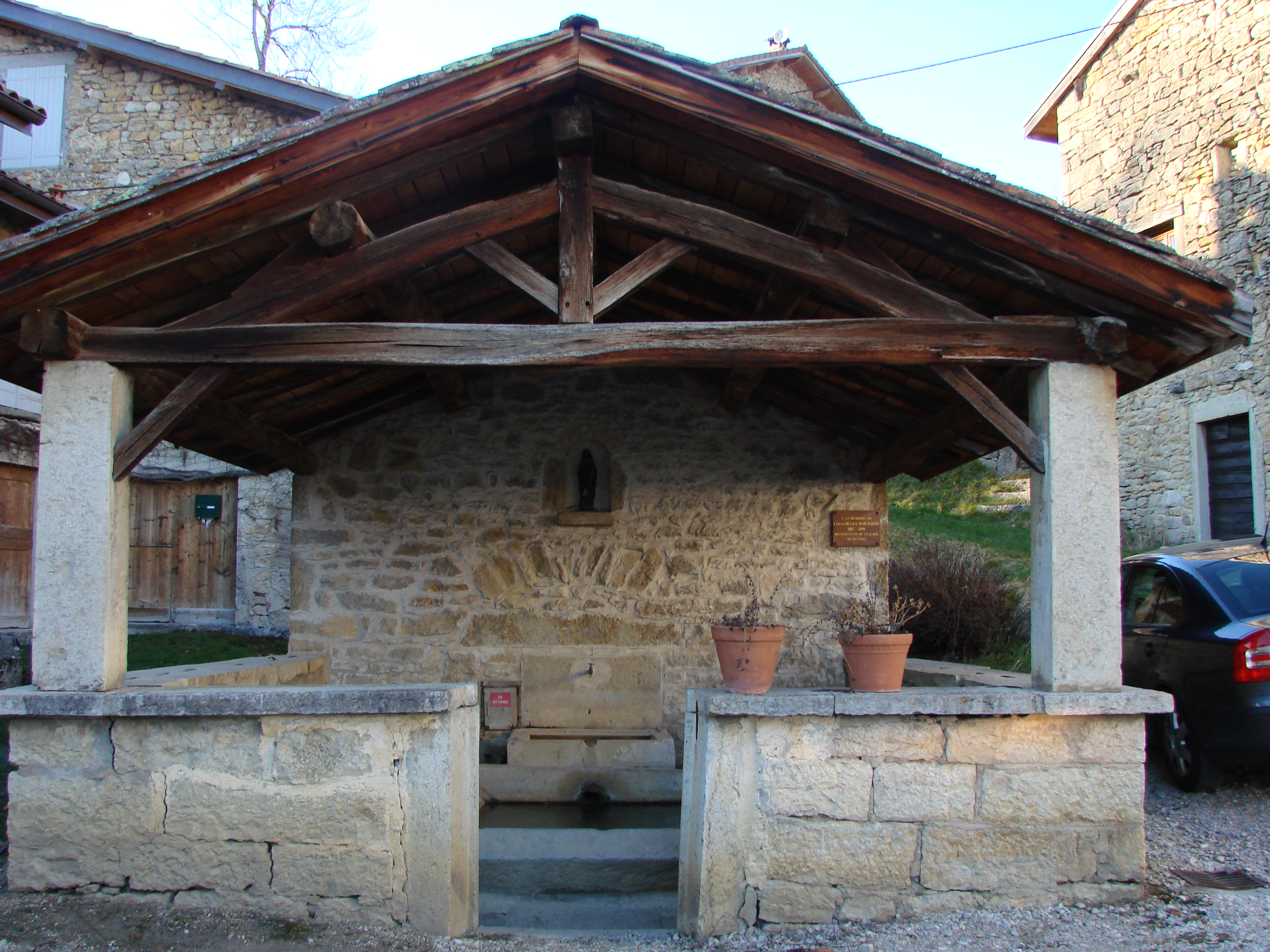
Le lavoir d'en haut.
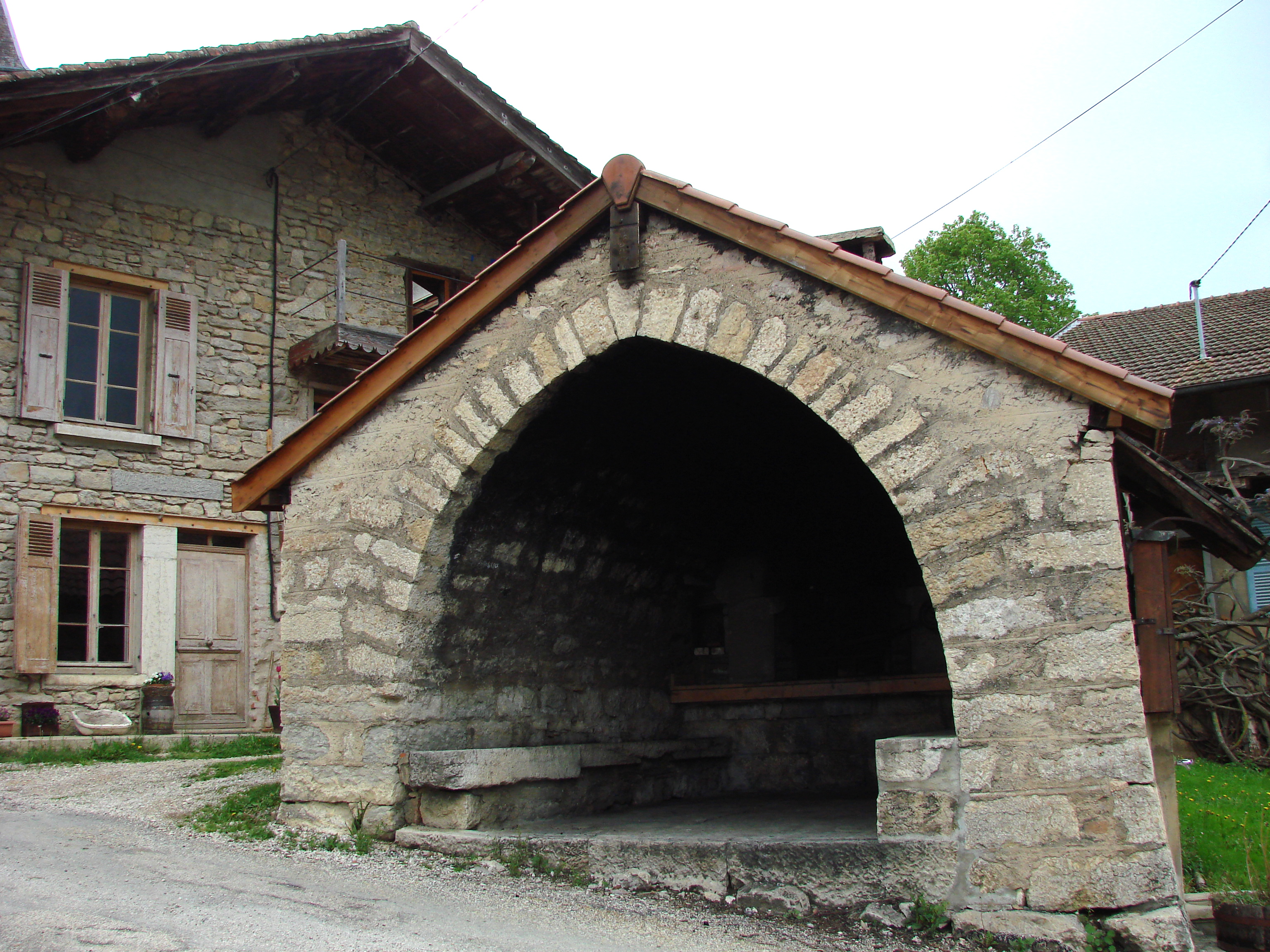
Four à pain.
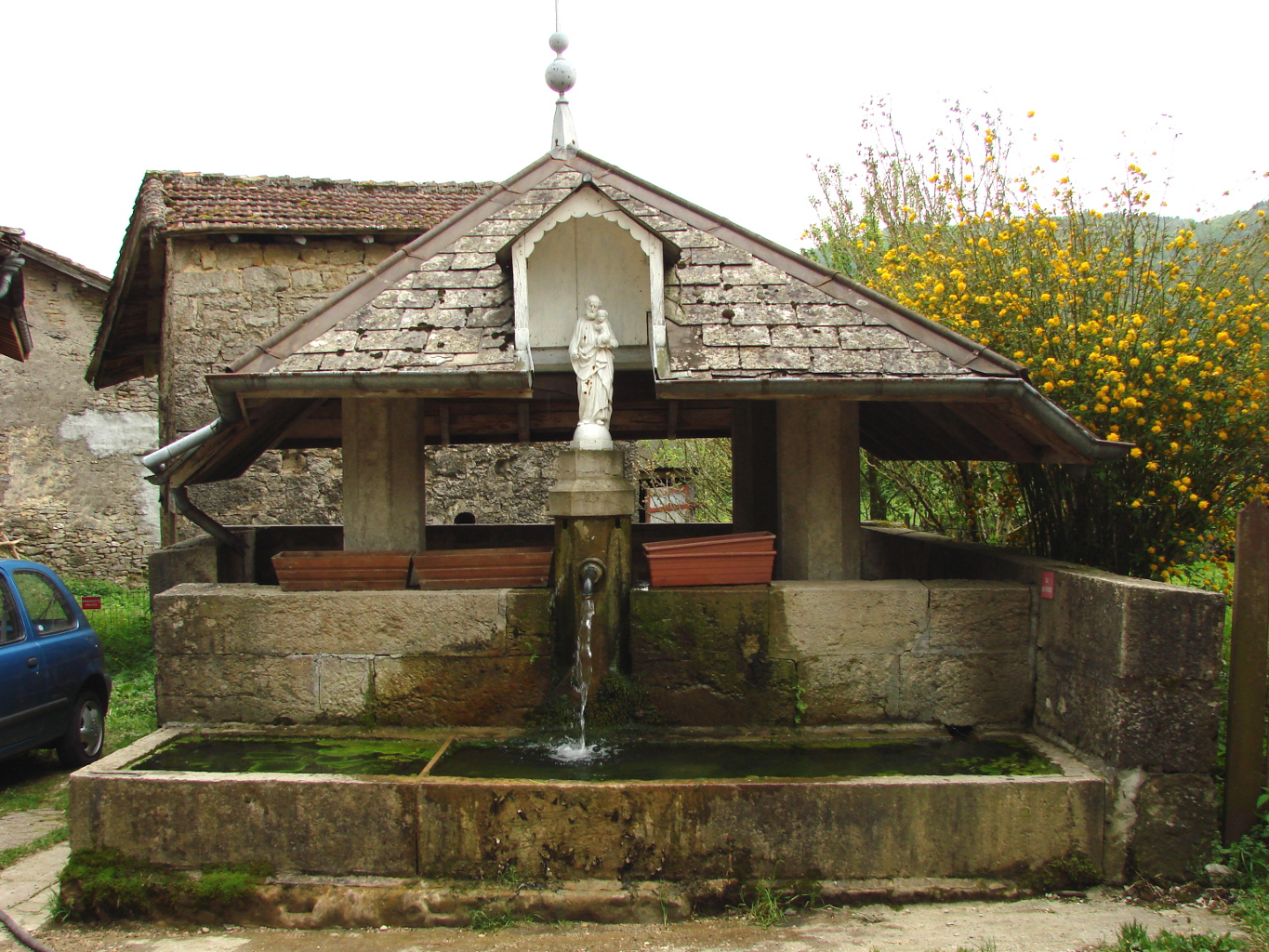
Le lavoir d'en bas.

#### Église de l'Assomption de Blanaz
L'église située dans le hameau était en premier lieu dédiée à Marie.

### Culture locale
Une fête annuelle célébrant une espèce de pomme ne se trouvant qu'à Blanaz, existe dans le hameau.
Une partie du film Beau Masque, de Bernard Paul a été tournée à Blanaz.